# Links-distributief
Een binaire operatie {\displaystyle *} over een verzameling S wordt links-distributief ten opzichte van een binaire operatie {\displaystyle +} genoemd, als volgende eigenschap geldt:
{\displaystyle \forall x,y,z\in S:x*(y+z)=x*y+x*z}
Aangezien de bewerking {\displaystyle *} links van de haakjes staat, wordt dit links-distributief genoemd. Indien de operatie naast links-distributief ook rechts-distributief is, dan wordt de bewerking als distributief beschouwd. Elke distributieve bewerking is dus ook links-distributief.
Het vermenigvuldigen van gehele getallen distribueert over optellen. Meer in het het algemeen wordt in een ring en in een vectorruimte geëist dat de vermenigvuldiging distributief is. In sommige generalisaties daarvan wordt echter alleen rechts- of links-distributiviteit aangenomen. Vermenigvuldigen van ordinaalgetallen is alleen links-distributief ten opzichte van optellen, niet rechts-distributief.